# پای استیک
پای استیک (انگلیسی: Steak pie) یک پای گوشت سنتی است که در بریتانیا سرو می‌شود. از خورش استیک و گوشت گاو یا سس گریوی که در پوسته شیرینی محصور شده‌است درست می‌شود. در برخی انواع سبزیجات مخلوط در پر کردن پای گنجانده می‌شود.